# Alfonso Gomez-Rejon
Alfonso Gómez-Rejón (nacido el 6 de noviembre de 1972 en Laredo, Texas) es un director de cine y televisión estadounidense. Hizo su debut como director con la película slasher The Town That Dreaded Sundown (2014). Desde entonces, ha dirigido la película sobre la mayoría de edad Me and Earl and the Dying Girl (2015) y el drama histórico The Current War (2017).
Su programa de televisión acredita la serie musical para adolescentes de FOX Glee (2010-2012), la serie de terror de FX American Horror Story (2011-2014) y la serie limitada de Amazon Prime Hunters (2020). Recibió una nominación al premio Primetime Emmy a la mejor dirección de miniserie o película por American Horror Story: Coven.

## Filmografía

### Película
Director
- The Town That Dreaded Sundown (2014)
- Me and Earl and the Dying Girl (2015)
- The Current War (2017)

Director de segunda unidad
- Lucky Numbers (2000)
- Bewitched (2005)
- Babel (2006) (Also casting consultant)
- State of Play (2009)
- Julie & Julia (2009)
- Eat Pray Love (2010) (Also casting director)
- The Eagle (2011)
- Argo (2012)

Otros créditos
| Año  | Título            | Rol                     |
| ---- | ----------------- | ----------------------- |
| 1996 | Grace of My Heart | Agradecimiento especial |
| 2003 | 21 Grams          | Asistente               |

### Televisión
| Año       | Título                | Episodio                               | Notas                                                                     |
| --------- | --------------------- | -------------------------------------- | ------------------------------------------------------------------------- |
| 2010-2012 | Glee                  | "Laryngitis"                           |                                                                           |
| 2010-2012 | Glee                  | "Grilled Cheesus"                      |                                                                           |
| 2010-2012 | Glee                  | "A Very Glee Christmas"                |                                                                           |
| 2010-2012 | Glee                  | "Born This Way"                        |                                                                           |
| 2010-2012 | Glee                  | "Asian F"                              |                                                                           |
| 2010-2012 | Glee                  | "Michael"                              |                                                                           |
| 2010-2012 | Glee                  | "Britney 2.0                           |                                                                           |
| 2010-2012 | Glee                  | "The Break-Up"                         |                                                                           |
| 2011-2014 | American Horror Story | "Home Invasion"                        |                                                                           |
| 2011-2014 | American Horror Story | "Birth"                                |                                                                           |
| 2011-2014 | American Horror Story | "I Am Anne Frank (Part 2)"             |                                                                           |
| 2011-2014 | American Horror Story | "Spilt Milk"                           |                                                                           |
| 2011-2014 | American Horror Story | "Madness Ends"                         |                                                                           |
| 2011-2014 | American Horror Story | "Bitchcraft"                           | Nominado– Primetime Emmy Award for Outstanding Directing for a Miniseries |
| 2011-2014 | American Horror Story | "The Replacements"                     |                                                                           |
| 2011-2014 | American Horror Story | "The Sacred Taking"                    |                                                                           |
| 2011-2014 | American Horror Story | "The Magical Delights of Stevie Nicks" |                                                                           |
| 2011-2014 | American Horror Story | "Go to Hell"                           |                                                                           |
| 2011-2014 | American Horror Story | "The Seven Wonders"                    |                                                                           |
| 2011-2014 | American Horror Story | "Massacres and Matinees"               |                                                                           |
| 2013      | The Carrie Diaries    | "Lie with Me"                          |                                                                           |
| 2014      | Red Band Society      | "Pilot"                                |                                                                           |
| 2019      | Chambers              | "Pilot"                                |                                                                           |
| 2019      | Chambers              | "Right to Know"                        |                                                                           |
| 2020      | Hunters               | "Pilot"                                |                                                                           |